# 田坂専一
田坂 専一（たさか せんいち、1892年11月8日 - 1979年12月31日）は、日本の陸軍軍人。陸士27期・陸大38期。最終階級は陸軍中将。
輜重兵科出身の陸軍中将14名の一人（輜重兵科から陸軍大将は出ていない）。戦後に67歳で中央大学法学部を卒業している。

## 経歴
愛媛県出身。農業・田坂儀平の長男。西条中学校（現：愛媛県立西条高等学校）を経て、1915年（大正4年）5月、陸軍士官学校（27期）を卒業。同年12月、輜重兵少尉に任官、輜重兵第2大隊付。1926年（大正15年）11月、陸軍大学校（38期）を卒業した。
陸大卒業後は、輜重兵第2大隊中隊長、教育総監部付勤務、陸士教官、留守第9師団参謀、第9師団参謀、陸大教官を経て、1937年（昭和12年）7月、支那駐屯軍参謀に発令されて日中戦争に出征、さらに第2軍参謀となった。1938年（昭和13年）3月、輜重兵大佐に進級し陸軍自動車学校付となる。陸大教官、自動車第4連隊長、輜重兵監部員、輜重兵監部付を歴任し、1941年（昭和16年）3月、陸軍少将に進級。
太平洋戦争を第5軍参謀長（1941年（昭和16年）4月に補任）として迎えた。関東防衛軍参謀長、第2方面軍兵站監を務め、1944年（昭和19年）10月、陸軍中将に進級して昭南防衛司令官に補され、終戦を迎えた。1946年（昭和21年）7月に復員した。1947年（昭和22年）11月28日、公職追放仮指定を受けた。
1960年（昭和35年）9月、中央大学法学部を卒業した。

## 著書
- 輜重兵史刊行委員会編『輜重兵史』上下、輜重兵会、1979年[1][注釈 1]。